# Hokensei
Hokensei (oder Hōkensei; japanisch: ほけんせい) ist der japanische Begriff für das politische System Japans von der Kamakura-Zeit bis zur Meiji-Restauration und der Auflösung des Han-Systems 1871. Der Begriff wurde innerhalb und außerhalb Japans teilweise mit Feudalismus übersetzt, bzw. gleichgesetzt.

## Etymologie und Begriffsgeschichte
Hokensei setzt sich aus ho, ken und sei zusammen. Ho entspricht Lehen, ken bedeutet bauen oder errichten und sei System. Hokensei bedeutet folglich System, das auf dem Lehnswesen errichtet ist. Das Wort stammt ursprünglich aus dem China der Zhou-Dynastie und wurde spätestens am Ende des 17. Jahrhunderts von Intellektuellen der Edo-Zeit für die zeitgenössischen und vorangegangenen japanischen Verhältnisse adaptiert, als diese deren Ähnlichkeit mit denen des in chinesischen Quellen beschriebenen Systems Zhou-Chinas perzipierten. Der Begriff fand dementsprechend schon Verwendung, bevor in Japan der europäische Feudalismus bekannt wurde. Er wurde dabei für das System Japans ab der Etablierung des ersten Shogunats (spätes 12. Jahrhundert) verwendet und mit dem Bakufu gleichgesetzt. Als nach der erzwungenen Öffnung Japans Europäer die politische Verfasstheit der Edo-Zeit analysierten, identifizierten sie vermeintliche Parallelen mit dem europäischen Feudalismus, weshalb dieser mit dem Hokensei gleichgesetzt wurde. Diese Konzeption setzte sich daraufhin in der japanischen und westlichen Historiographie durch. Mittlerweile tendieren japanische Historiker jedoch dazu, zwischen Hokensei und Feudalismus zu differenzieren, um „das wenig feudale Tokugawa-Japan unter ihm zu subsumieren“.

## Inhalt
Im Hoken-System wird ein Daimyo (Fürst) vom Shogun (Militärregent) mit einem Ho, einem Stück Land, belehnt. Dieses war de facto erblich. Die Machtbasis der Daimyo lag dabei in festen Herr-Vasall-Beziehungen zu ihren Samurai.

## Kritik
Der Hokensei-Begriff ist schon deshalb problematisch, weil er insgesamt beinahe 700 Jahre Geschichte zu umfassen sucht. Dabei überspannt er zwei Epochen, indem er das japanische Mittelalter (vom späten 12. Jahrhundert mit der Etablierung des Kamakura-Shogunats bis zum Beginn der Azuchi–Momoyama-Zeit 1573) ebenso umfasst wie die japanische frühe Neuzeit (Edo-Zeit von 1603 bis 1867). Innerhalb dieser Zeitspanne kam es zu gewaltigen Transformationen des politischen Systems Japans, sodass verschiedene Historiker das Hokensei in eine reife bzw. gereifte und eine oder mehrere unreife Phasen unterteilten. Erstere umfasste dabei die Edo-Zeit, letztere vor allem die Frühe Kamakura-Zeit, teilweise aber das gesamte japanische Mittelalter.
Die Gleichsetzung des Hokensei-Begriffs mit dem europäischen Feudalismus ist ebenfalls problembehaftet und irreführend, da laut Shiro Ishii zumindest in der Edo-Zeit sehr wenige im europäischen, klassischen Sinne feudale Elemente und Strukturen vorhanden waren.